# Passage Ribet
Le passage Ribet est une voie du 15e arrondissement de Paris, en France.

## Situation et accès
Le passage Ribet est situé dans le 15e arrondissement de Paris. Il débute au 29, rue de la Croix-Nivert et, après avoir fait un coude à droite à angle droit, se termine au 7, villa Croix-Nivert.

## Origine du nom
Cette voie est nommée d'après monsieur Ribet, le propriétaire des terrains sur lesquels la voie a été ouverte.

## Historique

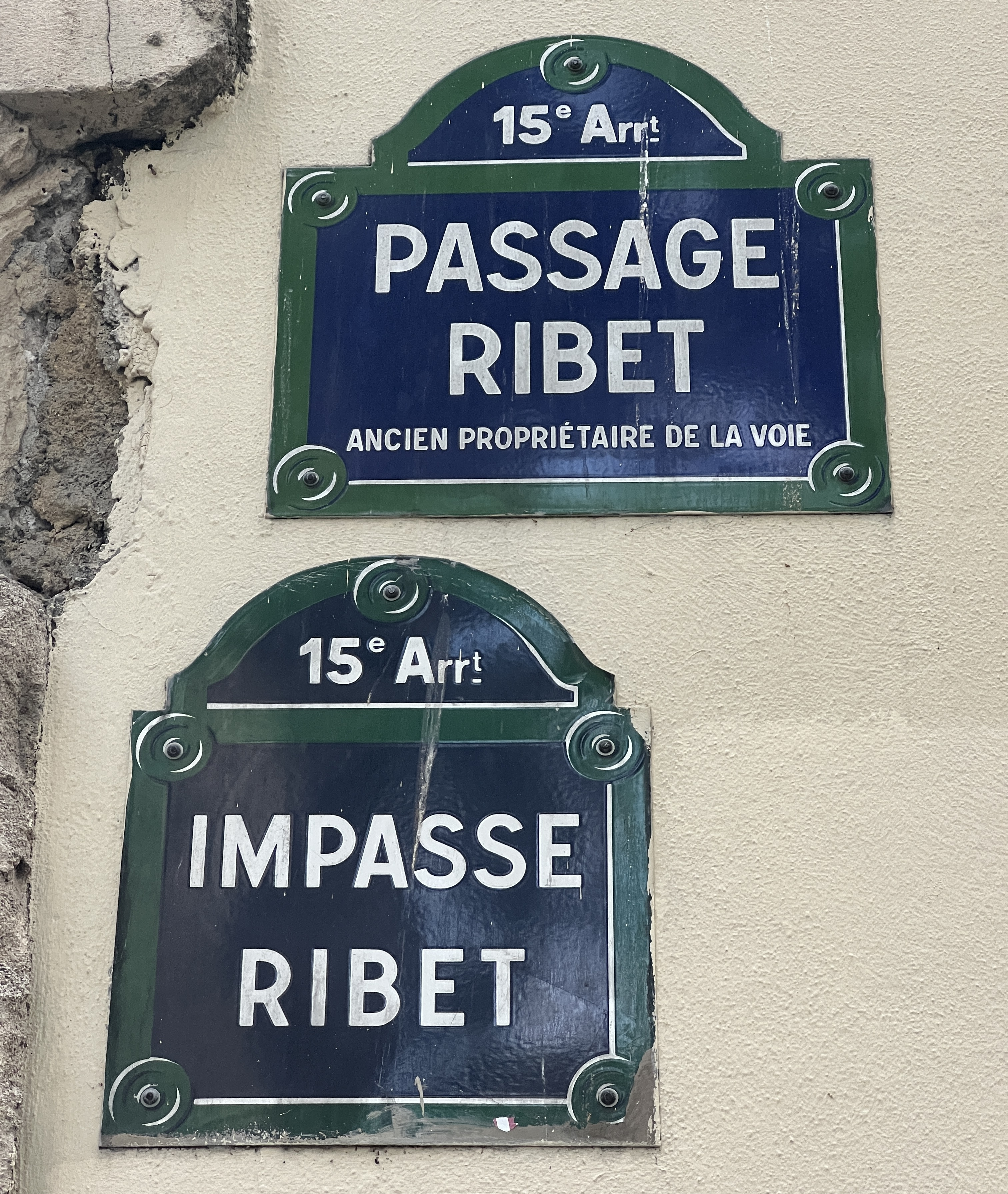
Plaques témoignant de l'évolution du nom de la voie.

Ouverte en 1832 sous le nom d’« impasse Ribet », cette voie qui était située dans l'ancienne commune de Grenelle est rattachée à la voirie de Paris en 1863 et prend le nom de « passage Ribet » le 4 novembre 2002.